# Pavel Bělíček
Pavel Bělíček (* 29. prosince 1946 Seninka) je český lingvista, literární historik, filosof a estetik. Ve svých literárních pracích se profiloval jako autor sbírek poezie, literární kritik, dramatik a spisovatel humoristické prózy. Aby nevznikaly kolize mezi jeho literárními výtvory a pedagogickým povoláním, zveřejňoval svá básnická a literární díla pod pseudonymy Martin Kobalt a Josef Vodvaz.

## Životní dráha a studia
Narodil se v Senince u Vsetína a roku 1964 maturoval na vsetínském gymnáziu. V letech 1964–1969 vystudoval obor angličtina-čeština na Filozofické fakultě Univerzity Palackého v Olomouci. Tamtéž získal roku 1988 doktorát z učitelství anglického jazyka. Od roku 1971 žije a publikuje v Praze.
V mládí se věnoval časopisecké literární kritice a uvádění matematických metod do lingvistiky a literární vědy. Působil jako vysokoškolský učitel odborné angličtiny na Filozofické a Pedagogické fakultě Univerzity Karlovy a odborný asistent anglistiky na regionálních pedagogických fakultách. Zde přednášel anglickou lexikologii a úvod do studia anglického jazyka. Posléze na nich vedl pro budoucí učitele také přednášky z anglické syntaxe, morfologie a fonetiky. Mimoto od počátku 90. let vyučoval v anglickém jazyce na 3. ékařské fakultě Univerzity Karlovy filosofii a metodologii věd pro cizí studenty. Vydal desítky učebnic a skript určených pro vysokoškolské studenty, aspiranty a budoucí anglisty.
Souběžně napsal řadu učebnic a programových materiálů v projektu ÚJOP UK Malá univerzita. Od 1990 řídí nakladatelství odborné literatury Urania a věnuje se vydávání učebnic a publikaci knih zaměřených na systematizaci základů humanitních věd. Na obranu vědecké metodologie proti vlně okultní iracionality v postmoderních humanitních oborech edituje webové stránky sdružení Democritus Association Archivováno 18. 3. 2017 na Wayback Machine..

## Literární činnost

### Rané avantgardní období
Výbor z rané poezie Pavla Bělíčka odrážel ještě dobové metafyzické nálady a vyšel opožděně až ve sbírce Holá duše. Pod vlivem nových formalistních proudů publikoval stati o matematické lingvistice a pracoval s Janem Kratochvílem na avantgardní performanci Hra na Ježíše (1967), v níž se neuvědoměle promítla řada programových tendencí „totálního divadla“ rakouského dramatika Petera Handkeho a jeho průlomového kusu Ostouzení publika (1966). Vytvořili koncept „bezjevištního divadla“, kde diváci seděli ve dvou protichůdných hledištích a skrytí herci mezi nimi je podněcovali k improvizovaným happeningům, výstupům a spontánním výpadům proti protilehlému hledišti. Jejich teoretická spolupráce tíhla už tehdy k estetickému programu, pro nějž se později v 70. letech ujal termín proprealismus (le réalisme propre).
V 70. až 80. letech rozvíjel Pavel Bělíček poetiku proprealismu v rámci fakultních divadelních  kroužků, jež hrály jeho avantgardní hry a pořádaly text-appealy ve studentských klubech. Její teoretické estetické principy vyjádřil programově ve veršové skladbě Manifest proprealismu (1979) navazující na modernistický experiment Majakovského a Chlebnikovovy poezie a Sanguinetiho lámaný verš s dynamicky eruptivním obsahem. Jeho verše ze 70. let, sebrané opožděně v básnické knížce Vozataj slov, strhávaly mladistvým elánem, výbušným nábojem a velkou experimentální invencí poučenou na anglosaských, francouzských a italských vzorech. Také jeho epická skladba Řadový krkavec sršela formalistními inovacemi a ironickým sarkasmem hledícím úsměvně na bujaré vylomeniny a eskapády své generace. Formou výpravného verše se u nás pokoušela zdomácnit eliotovský žánr civilizační epiky a podat duchovní kroniku generace moravských hippies 60. let.

### Baladické období: ekologická a civilizační epika
Po hospodářské krizi 1975–1976 zavanul v české literární tvorbě nový vítr a únava z přetechnizované civilizace se projevila únikem do historické prózy a nostalgické idyliky „chatařského ruralismu“. Na mohutnou vlnu ekologie a environmentalismu a reagovala Bělíčkova poetika přechodem k novému žánru “ekologické balady“. Jeho verš neztrácel novátorský žár, ale ztemněl hořkou skepsí a vizemi kosmického pesimismu. Místo adresné sociální kritiky mířil k nevelkým baladickým skladbám jako Apokalypsa nafukovací civilizace. Tyto humoreskní kompozice naznačovaly nové ladění kulminující v oddílu Apocalyptica pozdějšího výboru veršů Totálka (2008).
Houstnoucí dusno v kulturním ovzduší se v Bělíčkově tvorbě odrazilo podtóny elegické melancholie a vábením baladické výpravnosti. Od 80. let se jeho básnický výraz ustaloval v žánrové poloze diskursivní epiky anglosaské linie eliotovských a poundovských skladeb. Na povrchu v ní sílila nota životní skepse, i když vespod stále ještě doutnala jiskra ironického nadhledu a kousavé kritické satiry.
Středobodem vesmíru malých homunkulů byli v proprealistickém období excentričtí hrdinové zosobňující komickou karikaturou předsudky doby. Jako u všech periodických návratů realistické prózy nezbytně asistoval eulenspiegelovský pikareskní hrdina, tak se v proprealistické tvorbě stala pyrotechnikem ohňostroje švejkáren postava soudobého netesaného týpka z pouliční party štamgastů. Na počátku jeho geneze stál u Bělíčka oplešatělý „řadový krkavec“ užívající toupée pro simulaci rozmarů vlasaté módy hippies. Na konci 80. let byl jeho dědicem už „fekální terorista“ Lála, který se rozparádil naplno ve skladbě Totálka nesoucí podtitul Sobotní nokturno v automatu u Rozvařilů. Smích budil svou naivistickou „záchodkovou revoltou“ proti aparátčíkům podnikového továrního managementu.
Na přelomu tisíciletí Bělíčkovu poetiku zachvátila mánie účtování s poválečným půlstoletím a bilancování uběhlého milénia lidské civilizace. Ve skladbě Commedia postmoderna se epický hrdina prezentoval jako zcestovalý světoběžník obhlížející znechuceně a blazeovaně kulturní stav přesycené civilizace z podhledu neustále okopávaného stárnoucího trampa. Byl mu bytostně vlastní zorný úhel „projíždějícího cyklisty“, jemuž se z tmářských genocid a kulturních pogromů 20. století vybavoval jako jediná vábná meta jen „marmeládový šunkismus Marilyn Monroe“. Přitom tu whitmanovský a eliotovský výpravný verš jevil ctižádostivou snahu podat validní výpověď o excesech soudobé choré civilizace. Uměle předstíral státnickou vážnost, jaká přísluší jen každoročním zprávám amerických presidentů o celkovém stavu unie.
Z téže doby pocházela delší skladba Sobáš překrásné Vasilisy s kostlivcem, která inklinuje k poloze menippské satiry dolující komično z hlubokých šachet mytického podsvětí. Ukazovala, jak se české i evropské nebe rychle zatahuje mračny apokalyptických nálad, jak doba propadá vizím kosmického katastrofismu a hledá sóterické spasení v „západních hodnotách“. Na kulisách výjevů z ruského pohádkového bájesloví se tu svatební veselí zvrhávalo v davové šílenství padající do temnot posmrtného ráje. Z baladického motivu ženicha umrlce se tu vykřesal démonický kazatel falešných sekt svádějících evropské mozky k hromadnému odchodu do zásvětní utopie rajského Nového Yorku.
Více šťavnaté humorné inspirace čekalo čtenáře ve skladbě Velebnost přírody, která se nechávala unášet oslavnou apoteózou krásy žen různých zemí a kontinentů na motivy deskriptivního eposu Vznešenost přírody od Miloty Zdirada Poláka. Jevila se jako módní přehlídka Miss World zkalená jen zpitomělou pozorovatelskou optikou popleteného dementního starce. Jeho národopisné úvahy odpovídaly rozhledu předškolního věku a jeho pseudonaučné nonsensy prskaly jako zápašné rachejtle ze slepičích záprdků. Výpravná řeč se nesla nesoudržnou dikcí a zabíhavou samomluvou, která nedokázala udržet moč ani myšlenku.
Korunou Bělíčkovy básnické tvorby se stala velká epická skladba Orfeova plavba zátokou smrti (2012) pojatá jako dantovské putování všemi zákoutími zásvětí, očistce a pekla. Byla inspirována dvěma léty neúspěšného zápasu o život jeho drahé choti umírající po ataku apoplexie mozku. Jeho verš tu dozrál a zvážněl tváří v tvář krutému osudu a tragickému životnímu konci. Básník zde putoval jako Orfeus hájemstvím lidských dějin, navštěvoval krajinu světového básnictví a belhal se i okrskem zabydleným příbytky největších českých poetů. Zpytováním jejich moudrostí získal jeho verš široký rozmáchlý záběr a odrazový pražec k nejobecnějším úvahám o smyslu lidské existence.

## Odborná a pedagogická činnost

### Výzkum sémantické výstavby přirozených jazyků
Už v závěru vysokoškolských studií jevil Pavel Bělíček hlubší zájem o matematickou lingvistiku, a zejména o její sémanticky orientovaný směr zacílený k zmapování významové stavby jazyka. Ze světového kontextu ho silně ovlivnila Fillmorova „pádová gramatika“ a Lakoffova „generativní sémantika“. Schůdné východisko mu v práci na prvních skriptech k přednáškám z lexikologie ukazovala E. H. Bendixova “komponenční analýza” anglické slovní zásoby. Jako účinný nástroj k její matematické formalizaci se nabízely Lakoffovy sémantické rovnice typu kill = make die. Že obsahový rozbor jazykové formy a metodu analytického rozkladu složených významů do element lze účinně rozvíjet v teoretické i praktické jazykové výuce, dokazovaly jeho trojí skripta odborné angličtiny pro posluchače Univerzity Karlovy z 80. let.
Hlavní obrysy vlastní ucelené koncepce sémantického popisu přirozených jazyků dozrály už v jeho práci Handbook of English Semantics (1988). Do konečné výsledné podoby rozpracovalo její algebraickou formalizaci ovšem až teoretické pojednání English Semantics (2005). Obě studie podávaly utřídění mluvnických kategorií a slovního lexika angličtiny nárysem výstavby sémantických polí a grafy jejich celkového uspořádání. Konečným výstupem byl nástin základů nového oboru umělé inteligence zvaný algebraická sémantika.
Bělíčkův sémantický popis doloval v několika rovinách jazykové modality, již pronikavě členili jazykovědci v čele s F. R. Palmerem a formálně studovali průkopníci modální logiky R. Carnap, C. I. Lewis a W. Quine. Mluvnický vztah begin to know pojímal jako algebraickou operaci zřetězení begin * know = learn. Oblast sloves poznání navrhoval axiomatizovat prostřednictvím následujících sémantických rovnic:
to learn = to begin to know = cease not to know ,
to remember = to continue to know = not to forget ,
to forget = to cease to know = to begin not to know .
Takový aparát naznačoval velké možnosti konceptuálního programování (concept-oriented programming), k jehož ideálu směřovaly programovací jazyky Prolog, COP a OOP.
V letech 1991 až 1993 Pavel Bělíček koordinoval výzkumný grant ministerstva průmyslu na konceptuální programování v přirozených jazycích, jehož výstupem byla série softwarových aplikací v počítačově spustitelných souborech. S pomocí pedagogů matematicko-fyzikální fakulty vyvíjeli v Pascalu programy, jež dokázaly významově interpretovat jednoduché anglické texty a zadané příkazy jako “Draw a small yellow triangle and put it into the right upper corner of the desktop”. Jejich slovník zahrnoval omezený inventář 2000 jednoduchých anglických slov a přiřazoval jim algebraické výrazy složené z nejjednodušších významových komponentů. Rozkládal slova na „generující podmnožinu“ slovního jádra složenou ze 40 výrazů jako be, have, begin, do, make a let. Redukoval přirozený jazyk English na jeho malou podtřídu Benglish a překládal jeho slovní řetězce do algebraických výrazů.
Podobné teoretické postupy byly aplikovány v zjednodušené podobě i na metodiku praktické jazykové výuky. Už v druhé půli 70. let k nám šířil „funkční komunikativní přístup“ G. N. Leeche exeterský lektor John Nuttal a Bělíček se stal jeho prvním nadšeným propagátorem. Nejvíce ho však zaujal jeho vedlejší teoretický podsměr proslavený D. A. Wilkinsovým projektem „pojmových osnov“ (Notional Syllabus). Aby rozvíjel tuto metodiku v kursech angličtiny pro širší veřejnost, založil na jeho počest jazykovou školu Wilkins Language School.

### Srovnávací lingvistika, folkloristika a etnologie
V mládí Bělíček obdivoval srovnávací slovník V. M. Illiče-Svityče, který vychází z nostratické hypotézy Holgera Pedersena a odvozuje zrod indoevropských, semitských a altajských jazyků z jedné nostratické rodiny. Ve svém dvoudílném pojednání Prehistoric Dialects (2001) se vydal cestou Trubetzkého Kettentheorie a rozvinul ji v nový teoretický přístup Transparenztheorie. Stojí na předpokladu, že jazyky paleolitických kmenů zanikly jen zčásti a dosud prosvítají transparentně v současných hybridních národních jazycích.
Jeho zájem o neoevolucionismus byl veden snahou vytvořit soustavnou taxonomii lidských kultur založených jako soustavná zoologie na darwinských genealogiích živočišných druhů. Poukazuje, že jejich současné třídění míchá jako linnéovská přírodověda v jednom tyglíku nesourodé hybridní jednotky a rodové skupiny. Proto se snaží všechny velké makrorodiny nejdříve rozčlenit na komponenty čistých rodin a eteo-jazyků  podobných ryzí eteokrétštině. Takové postupy rozkládají druhotně asimilované skupiny na čisté primární jednotky acheulských, levalloiských, leptolitických, microlitických a makrolitických kultur. Do neolitu přežívaly jejich migrační trasy v rozšíření europoidních, kavkazoidních a turkoidních kmenů. Na společné kořeny ukazují migrace uralských, sumeroidních a sarmatoidních jazyků.

### Dějiny literatury, umění a kultury
Ve své Historické poetice a jejím prvním dílu Poetika folklóru (2001) se Bělíček pokoušel dohledat obecné zákonitosti vývoje pravěkého folklóru až po antický horizont. Výsledky svých výzkumů systematicky utřídil ve čtyřech dílech jeho Encyklopedie soustavné literární vědy (2011) a v trojdílné práci Systematic Poetics (2017). Mimořádné výsledky etnosociologické metody se mu podařilo prokázat reklasifikací Aarneho a Thompsonova indexu pohádkových motivů ([nedostupný zdroj]). Dělí pravěký folklór na zemědělské (sběračské), pastevecké (lovecké), rybářské a laponoidní kmeny a tomuto dělení napovídá i odlišný vývoj prosodie Archivováno 27. 4. 2017 na Wayback Machine., meter a hudebních nástrojů.
Bělíčkovo pojetí historiografie se vymyká tradičnímu chápání dějin literatur, estetiky a filosofie, jež chápe dějepisectví jako „sběratelské starožitnické vetešnictví“ a soustřeďuje se pouze na chronologickou kompilaci izolovaných děl, autorů a tzv. „velkých jmen“. Jeho ideovým vzorem jsou „směrové dějiny beze jmen“ (histoire sans noms), popsané Arnoldem Hauserem v The Social Philosophy of Art z roku 1951 a Soziologie der Kunst z roku 1974, a Lefebvrovy „dějiny viděné zezdola, a nikoli odshora“ (histoire vue d’en bas et non d’en haut), jež pokládají masové sociální a ideové proudy za důležitější než izolované osobnosti klasiků a tzv. "velkých autorů".
Zpracování encyklopedických příruček literární teorie neumožnilo Bělíčkovi jen statistické sledování žánrů, stylů, směrů a epoch v dějinách literatury a umění, ale rýsovalo vhodnou směrovou taxonomii i v dalších humanitních oborech. Většina jeho zralejších studií připojovala v závěru jako přílohu podrobné přehledy ideových kulturních směrů od řecké antiky až po evropský středověk. Podkladem tabulek mapujících vývoj anglické, americké, české, francouzské, italské a německé literatury byly statistické roční průřezy žánrů vydaných knih a žánrů.

## Manifesty a metodické materiály
Pavel Bělíček je celoživotně bezpartijním vysokoškolským pedagogem a publicistou bez stranické příslušnosti, ale angažuje se jako editor webového portálu Democritus Association, který sympatizuje s aktivitami občanského sdružení Sisyfos (Český klub skeptiků). Ve svých metodických materiálech Postmoderní krize humanitních věd a úkoly jejich obnovy (2004), The Post-Modern Crisis of Humanities and Goals of their Recovery a Ad reformandum universitatem (2004) se pokouší o soustavné třídění iracionálních a pseudovědeckých ideologií v soudobých naukách. Inspirován myšlenkami studie Karla Jasperse Psychologie der Weltanschauungen (1921) a navrhuje utříděnou metodologii formou systematické diagnostiky jejich chorob. Závěrem konstatuje, že moderní vědy už přestaly sloužit náboženství jako ancilla theologiae ‚služka teologie‘ a začaly se bezděčně prostituovat jako ancilla ideologiae ‚služka ideologie‘.

## Odborné práce

### Vysokoškolské učebnice z anglické filologie
- Úvodní kurs angličtiny pro posluchače matematicko-fyzikální fakulty. Praha: Karlova universita, SPN 1985, 2. vyd. 1989.

- Handbook of English Semantics. Praha: Karlova universita, SPN 1988. [A survey of semantic fields in English based on an algebraic calculus of semantic equations.]
- A Manual of English Phonetics. Prague 1993, 184p., 2nd edition 2001.
- An Introduction to Modern Linguistics. Prague: Urania 1992, 82p.
- A Modern English Grammar. A Semantic Outline of English Morphology. Prague 1994, 375p., 2nd edition 2001.
- Introducing Linguistics. Prague: Ústav jazykové a odborné přípravy, 2005.
- Introduction to Phonetics. Prague: Ústav jazykové a odborné přípravy, 2005.

### Teorie a dějiny literatury
- Poetika folklóru – Etnogeneze žánrů ústní slovesnosti. Historická poetika I. Praha 2001, 212 stran.
- Dějiny literární estetiky I–III .
  - I. Od antiky až po romantismus. Praha 2009, 390p.
  - II. Od romantismu po meziválečnou avantgardu. Praha 2004, 313p.
  - III. Od meziválečné avantgardy po postmodernu. Praha 2004, 309p.
- Geneze levicové kritiky ve Spojených státech (1900–1940). Praha 2009, 381p. * Dějiny marxistické estetiky. Praha 2008, 390p.
- Dějiny české literatury v statistických grafech a tabulkách I-V.
  - I. Od počátků po baroko. Praha 2008, 358p.
  - II. Od baroka po májovce. Praha 2008, 360p.
  - III. Od májovců po poetismus. Praha 2008, 345p.
  - IV. Od poetismu do válečných let. Praha 2009, 381p.
- Encyklopedie soustavné literární vědy I–IV. Praha 2011.
  - I. Literární teorie. Praha 2011, 347p.
  - II. Literární sociologie. Praha 2011, 327p.
  - III. Literární historie. Praha 2011, 342p.
  - IV. Literární poetika. Praha 2011, 374p.
- Systematic Poetics. Prague 2017.
  - I. Literary Theory and History. Prague 2017, 376p.
  - II. Literary Ethnology and Sociology. Prague 2017, 370p.
  - III. Formal Poetics and Rhetoric. Prague 2017, 357p.

### Srovnávací jazykověda
- Historical Perspectives of English Studies in Czech Humanities. Prague 2001, 105p.
- Australo-Negroid Languages. A Linguistic Survey of Negro-Australoid and Caucaso-Siouan Languages. Prague 1993. pp. 119–224.
- Indo-European Languages. The Linguistic Prehistory of Indo-European Languages. Prague 1993, pp. 225–314.
- Prehistoric Dialects I–II. An Outline of Human Glottogenesis and a Comparative Survey of All World Language Families.). Prague 2001. 799p.
- English Semantics. The Semantic Structure of Modern English. Prague 2005, 353p.
- The systematic atlas of language families : the componential analysis of ancient tribes and families. Prague : Urania Publishers. formát A4,199p.

### Soustavná antropologie
- The atlas of systematic anthropology I-III:
  - I. The Synthetic Classification of Human Phenotypes and Varieties. Prague 2018, formát A4, 158p.
  - II. The Differential Analysis of Worldwide Human Varieties. Prague 2018, formát A4, 171p.
  - III. An Analytical Survey of European Anthropology. Prague 2018, formát A4, 170p.
- The encyclopaedia of systematic ethnology.
  - I. Ethnic evolutionary taxonomy : systematic theory and classification. Prague : Urania Publishers 2022, 261p.
  - II. Ancient tribes and languages : a comparative survey of ethnicities. Prague : Urania Publishers 2022, 279p.
- Evolutionary Motif-Index of Folktales :  Systematic Evolution of Folktale Genres. Prague : Urania Publishers 2024, 116p.
- Systematic Archaeology : Outlines of Systematic Archaeology and Taxonomy of its Cultures. Prague : Urania Publishers 2024, 365p.
- Atlas of Traditional Folk Culture : A Typological Survey of  Human Ecosystems, Dwellings and Clothing. Prague : Urania Publishers 2024, 189p.

### Filosofie, logika a metodologie věd
- A History of Classic Philosophy. Prague 1993, 179p.
- Filosofické základy metodologie moderních věd. Praha 2006.
- Teoretické základy sociálních a politických věd. Praha 201, 375p.
- Rukověť soustavné politologie: srovnávací typologie historických forem státnosti a směrů kulturněpolitické ideologie. Praha 2016, 379p.
- Filosofické úvahy velkých myslitelů : výběr myšlenek slavných autorů v kontextu ideových proudů dějin filosofie. Praha 2015.
- A Systematic Survey of Theoretical Mathematics. Prague 2009, 387p. (in cooperation with his son Tomáš Bělíček).
- Towards a Reform of Modern University Studies. Ad reformandum universitatem. Democritus Association. Prague 2008, 198p.
- Encyklopedie soustavné filosofie. I, Nárys soustavné evoluční filosofie. Praha 1915, 340p.
- Encyclopaedia pansophica. 1, The systematic constitution of prehistoric studies. Prague : Urania 2021, 240p. ISBN 978-80-86580-57-9.

### Manifesty a metodické materiály
- Postmoderní krize humanitních věd a úkoly jejich obnovy. Démokritos 2004, 96p.
- Postmodern Irrationalism in Sciences and Recovery from its Diseases. Democritus Association 2005, 96p.
- From Socialism to Demotism. A Manifesto of the Democratic Left for the 21th Century. Prague: Democritus Association. Prague 2004.

## Literární díla

### Básnické sbírky
literární pseudonym Martin Kobalt
- Holá duše. Výbor z poezie. Praha: Urania, 2008, 99 stran. [Rané básně metafyzického ladění z konce 60 let.]
- Vozataj slov. Výbor z veršů z let 1972-1982, Praha: Urania 2007, 92 stran.
- Totálka. Ekologické balady z konce tisíciletí. Praha 2008, 86 stran. [Civilizační epos líčící „fekální revoltu“ prostého netesaného čtyřicátníka proti úřednickým elitám.]
- Baedeker přírodních krás napříč kontinenty. Velké epické skladby. Praha 2009, 109 stran. [Výběr delších eliotovských a poundovských skladeb modernistické civilizační poezie.]
- Orfeova plavba zátokou mrtvých: dantovský sestup do hlubin věků. Praha : Barbara: Krokusy, 2012. [Autor putuje ve šlépějích své umírající ženy a bloudí snovou krajinou světového i českého básnictví.]
- Řadový krkavec. Veršová kronika generace 60. let.Praha : Barbara: Krokusy, 2018 [Veršová kronika generace moravských hippies 60. let.]

### Avantgardní divadelní hry
- Martin Kobalt, Jan Kratochvíl: Hra na Krista. Praha 2008. [Avantgardní hra o dvou hledištích bez čelního jeviště ve stopách totálního divadla Petra Handkeho.]

### Humoristické romány
- Josef Vodvaz (pseudonym): Apokalypsa sv. Purdochia. Tajná kronika Valachů. Praha 1995, 158 stran. [Joyceovský a tolkienovský humoristický román zacílený na rekonstrukci dávné mytologie moravské krajiny.]

literární pseudonym Martin Kobalt
- Holá duše. Výbor z poezie. Praha: Urania, 2008, 99 stran. [Rané básně metafyzického ladění z konce 60 let.]
- Vozataj slov. Výbor z veršů z let 1972-1982, Praha: Urania 2007, 92 stran. [Výběr básnické tvorby z období autorova proprealismu, kde rozvíjel Majakovského a Sanguinetiho modernistický volný verš členěný zalomenými řádky a odřazovanými dovětky do zajíkavé občanské výpovědi. Součástí sbírky byly manifesty proprealismu, které opozicí píšícího škrabala skribenta a jeho textového exkretu écriture prozrazovaly vlivy soudobého konceptualismu a genetického strukturalismu.]
- Totálka. Ekologické balady z konce tisíciletí. Praha 2008, 86 stran. [Přechod od proprealistického konceptualismu a hyperrealismu k ekologickým vizím poznamenaným náladami katastrofického environmentalismu 80. let.]
- Baedeker přírodních krás napříč kontinenty. Velké epické skladby. Praha 2009, 109 stran. [Výběr delších eliotovských a poundovských skladeb modernistické civilizační  poezie.]
- Orfeova plavba zátokou mrtvých: dantovský sestup do hlubin věků. Praha : Barbara: Krokusy, 2012. [Autor putuje ve šlépějích své umírající ženy a bloudí snovou krajinou světového i českého básnictví.]
- Řadový krkavec. Veršová kronika generace 60. let. Šenov : Barbara, Krokusy, 2018 [Veršová kronika generace moravských hippies 60. let.]

### Avantgardní divadelní hry
- Martin Kobalt, Jan Kratochvíl: Hra na Krista. Praha 2008. [Avantgardní hra o dvou hledištích bez čelního jeviště ve stopách totálního divadla Petra Handkeho.]

### Humoristické romány
- Josef Vodvaz (pseudonym): Apokalypsa sv. Purdochia. Tajná kronika Valachů. Praha 1995, 158 stran. [Joyceovský a tolkienovský humoristický román zacílený na rekonstrukci dávné mytologie moravské krajiny.]